# Subminare (Uniunea Sovietică)
Subminarea (în rusă вредительство, în traducere „provocarea de daune”) a fost o crimă specificată în Codul Penal al Uniunii Sovietice în timpul epocii lui Stalin. În Articolul 58 al Codului Penal al RSFSR avea mai multe subarticole: „subminarea (provocarea de daune)”, „actul diversionist” și „sabotajul contrarevoluționar” (58-7, 58–9 și 58-14). Din acest punct de vedere, definiția sabotajului (вредительство) din Codul penal sovietic se apropie mai mult de cea de „subminare”.

## Tipuri de subminări
Definițiile celor trei subarticole ale articolului 58: 
- Subminarea era actul deliberat care urmărea proasta funcționare a a organizațiilor de stat și cooperative, cum ar fi darea în mod deliberat de ordine greșite.
- Diversiunea era producerea imediată de pagube materiale asupra bunurilor statului și ale cooperativelor.
- Sabotajul era neexecutarea sau executarea neglijentă a îndatoririlor.

Așa cum se aplicau în practică, „subminarea” și „sabotajul” se refereau la orice acțiune care afecta negativ economia, inclusiv neîndeplinirea unor obiective economice nerealiste, presupusele cauze ale unui moral scăzut în rândul subordonaților (de exemplu, prin plângeri legate de condițiile de muncă), lipsa de efort sau alte tipuri de incompetență. Astfel, se referea la sabotajul economic sau industrial în sensul cel mai larg. Definiția sabotajului a fost interpretată dialectic și indirect, astfel încât orice formă de nerespectare a directivelor partidului ar fi putut fi considerată un „sabotaj”

## „Subminarea” recensământului sovietic din 1937
Unul dintre procesele spectacol care a implicat acuzații de „subminarea” a fost cel al coordonatorilor oficiali ai  recensământului sovietic din 1937. Recensământul a fost organizat cu mari așteptări din partea guvernului, acțiunea urmând să confirma superioritatea modelului economic și social sovietic. Stalin declarase public în 1934 că populația Uniunii Sovietice câștiga cel puțin 3 milioane de cetățeni pe an. Întrebările și procedura recensământului au fost pregătite timp de mai mulți ani de o comisie de statisticieni și demografi profesioniști, dar acestea au fost modificate mai apoi în mod semnificativ de Stalin și de alți membri ai Comitetului Central pentru a corespunde mai bine obiectivelor lor politice – faza de colectare a recensământului a fost scurtată și procedurile simplificate.
Rezultatele obținute în urma recensământului au fost cu cel puțin 8 milioane de persoane mai puțin decât cele așteptate și au fost imediat secretizate. Organizatorii oficiali au fost acuzați de „subminare” și trimiși în lagăre, iar deficitul a fost prezentat oficial ca fiind cauzat de neglijența și actele de sabotaj ale acestora. Eroarea reală de măsurare, estimată de statisticieni în anii 1990, nu a depășit 1,5%, iar rezultatul dezamăgitor a fost cauzat de pierderile uriașe de vieți omenești care au avut loc în timpul colectivizării, de foametea din 1932–1933, inclusiv în Ucraina (Holodomor), și de ratele de mortalitate foarte ridicate din Gulag.

## În literatură
Aleksandr Soljenițîn, în cartea sa Arhipelagul Gulag despre lagărele de prizonieri din Uniunea Sovietică, prezintă cazul lui Nikolai von Meck, un inginer care a recomandat plasarea unor încărcături mai mari decât media în trenurile de marfă pentru creșterea eficienței economice. Von Meck a fost condamnat pentru subminarea economiei și împușcat – presupusa sa crimă fiind că a supraîncărcat trenurile cu scopul de a uza mai repede șinele